# 漢考克海底山
漢考克海底山（英語：Hancock Seamount），又稱漢考克海底平頂山，是一座位於太平洋夏威夷－皇帝海山鏈的海底平頂山。